# 卫立煌
卫立煌（1897年2月16日—1960年1月17日），字俊如，又字辉珊，安徽合肥（今肥东）人，中華民國國民革命軍將領，中华人民共和国政治人物，原副国级领导人。

## 生平

### 早年經歷
衛立煌出生於安徽合肥衛楊村:554。衛立煌的家庭出生是負責田賦登記管理的地方官吏，父亡於1905年，家計靠著其兄長衛立炯在縣城的職務餬口，幼年接受私塾教育，有基礎識字知識。武昌起義時，衛立煌應募到安徽廬州軍政分府當兵:554。辛亥革命後的1912年，衛立煌與其兄長一同至和州（今安徽和县）加入軍隊，衛立炯任安徽和縣軍事訓練班主任，和縣在二次革命時參與革命軍，後兵敗，逃離部隊返鄉。討袁時衛立煌隨侍吳忠信入粵軍:554。1914年衛立煌在考入湖北陸軍學兵營，再度入伍，在1年的訓練後逃離部隊至上海，後參加肇和號巡洋艦起事失敗，南下廣州加入由廣東省省長朱慶瀾成立的廣東省軍，為粵軍第二軍班長（軍長許崇智）。
由於朱慶瀾立場偏向孫中山，因此他成立的部隊也與孫中山關係密切。1917年孫中山南下護法，衛被薦當大元帥府衛士:554。不久衛立煌因負傷調許崇智部當排長:554。1918年調回粵軍第二軍第二支隊。後屢建戰功逐級陞到團長:554，1920年升任粵軍第二軍參謀長。衛立煌的軍事資歷初期均在粵軍第二軍締造，包括東征、廣州商團事件與對抗陳炯明等初期作戰。1924年6月第一軍第四師第七旅補充旅旅長。1925年孫中山病逝後，因為許崇智被蔣中正排擠離開廣州，粵軍第二軍也被收編整併。1925年粵軍被編入國民革命軍第一軍，蔣中正任軍長，衛立煌任補助旅旅長:554。衛立煌任職的補充旅被縮編為國民革命軍第一軍第三師第九團，衛任少將團長。國民革命軍北伐時，衛與劉峙、顧祝同、蔣鼎文、陳誠都是第一軍的團長，後來都陞師、軍長、總司令，號稱五虎將:554。1926年，第一軍由何應欽率領對抗周蔭人在福建的部隊，由於第一軍屢戰皆勝，松口戰鬥後衛升任第十四師師長。1927年8月，孫傳芳第七次渡江反撲，第一軍在何應欽軍長統率下以寡敵眾苦戰一週，龍潭之役擊潰孫軍精銳肅清江南:555。第一軍、第七軍、第十九軍共同阻止安國軍對南京的攻勢。因此戰功，14師師長衛立煌在1927年10月升任國民革命軍第九軍副軍長兼南京衛戍副司令。1928年，衛立煌保送陸軍大學將官特別班第一期深造，補足因由行伍出生而缺少的學歷。

### 中年經歷
1927年，南京国民政府成立后，任南京卫戍副司令。1929年，升任國民革命軍第45師少將师长，45師當時是新成立部隊，在1930年中原大戰時擔任京滬鐵路至南京的防禦任務。1932年5月，衛立煌兼任中路軍第6縱隊指揮官，開始受命进攻鄂豫皖苏区。1932年9月豫鄂皖邊區第三次圍剿，11月衛率第十四軍克復鄂豫皖蘇區軍政中心安徽金家寨，蒋中正親赴前線慰勞，明令在金家寨設立縣治，命名为立煌县，頓時衛氏聲名大噪:554。1932年6月，升任國民革命軍第十四軍中將軍長，下轄第十師（師長李默庵）、第八十三師（師長劉戡），在豫鄂皖邊區第四次圍剿擔任中路第六縱隊指揮官，該役紅四軍團戰敗退出鄂豫皖蘇區。
1933年第五次圍剿戰爭時期，衛立煌擔任北路軍第2路軍第1縱隊指揮官，閩變時作為鎮壓國民革命軍第十九路軍的主力。1935年11月召開的中國國民黨第5次全國代表大會時，衛立煌被选为中國国民党中央执行委员。1936年9月升任陸軍上將。西安事變期間，衛立煌兼任位於潼關的第五路軍總指揮，因此與蔣中正一同被囚，後一同釋放。
抗日戰爭爆發後，衛立煌歷任第十四集團軍總司令、第二戰區副司令長官、第一戰區司令長官、河南省政府主席、中國遠征軍第一路軍司令長官、陸軍副總司令、東北行轅代主任、中國國民黨中執委等要職:554-555。1937年中国抗日战争爆發初期，衛立煌升任第十四集團軍總司令，在華北與日軍作戰。抗戰爆發後，衛幾次會晤周恩來、朱德，還私自赴延安見毛澤東；衛背着中央批條發給八路軍100萬發子彈、25萬顆手榴彈、180箱牛肉罐頭外加3個師之夏服、醫療器材以及50部電話機、2部電話總機，還通知八路軍把國軍在晉南運城、臨汾之軍火物資全部運走:556。1937年10月升任第二战区敵前總指揮，1938年1月升任第二戰區副司令長官兼敵前總指揮。第二戰區第九軍軍部秘書，同時也是中國共產黨地下黨員劉毓珩推薦左翼作家趙榮聲任職為戰區長官部少校秘書，衛繞開國軍政工系統，在第二戰區組建「戰地工作團」，命劉毓珩任主任，趙榮聲等3人為委員，安排「抗大」畢業生、八路軍西北戰地服務團成員為骨幹:556。
1939年1月升任第一战区司令长官，1939年9月兼河南省政府主席與全省保安司令。由於在第一戰區各種勢力犬牙交錯，衛立煌與中國共產黨軍事將領如朱德等人在當地有著私交，使重慶國民政府猜疑衛立煌的政治忠誠。1942年衛調任西安行營主任前，保送趙榮聲、靳明夫婦回成都燕大唸書:557。1942年1月衛立煌被調為軍事委員會西安辦公廳主任，河南省政務與軍務轉由湯恩伯主控。
1942年3月，衛立煌轉任中國遠征軍第一路軍司令官，由於衛立煌在當時上將當中屬於軍歷資深、戰功不少，且整體派系色彩較不明顯的將領，在各方立場互有僵持時，他會成為一個較沒有爭議的人選。但軍委會仍認為由於與中國共產黨的關係過密，衛立煌實際並未赴職，該職務後由羅卓英擔任。1943年10月，衛立煌接替罹病的陳誠擔任中國远征军司令长官，駐紮在雲南省保山縣，協調雲南省主席龍雲與中緬印戰區總參謀長史迪威等人的相關問題；1944年5月，中國遠征軍發動松山戰役打通中國對外生命線。
1945年3月2日，中國陸軍總司令部奉令裁撤遠征軍司令長官部、第四戰區司令長官部、黔桂湘邊區總司令部、滇越邊區總司令部，與第一、第九、第十一、第十六、第二十、第二十四、第三十五等集團軍番號及第一集團軍副總司令部，任命衛立煌為中國陸軍副總司令，盧漢、張發奎、湯恩伯、王耀武為第一、第二、第三、第四方面軍司令官；蔣介石令調俞濟時為第三十六集團軍總司令:7673。3月芒友會師打通中印公路，名扬中外。

### 晚年經歷
衛立煌對國共問題的立場較偏向以政治談判解決問題，與蔣中正等人的主戰色彩極為格格不入，于是蒋中正出资让其留洋考察。1946年11月，卫立煌卸任远征军司令，一行4人，由上海启程，经日本到美国。1947年春，卫立煌离美赴欧。始到英国，夫人韩权华便致信在法国巴黎的外甥女李惠年与外甥女婿汪德昭（留法左派学生领袖），请其尽快与中国共产党联系。汪德昭把卫立煌电报通过其好友法共党员与苏联驻法使馆接上关系，此事于1947年7至8月间苏方经东北局以绝密通报中共中央。1947年10月，蒋介石催卫立煌回国。
1948年1月，蔣介石任命衛立煌接替陳誠擔任东北剿匪總司令部總司令:53。1月17日，衛立煌執掌東北軍政大權:555。汪德昭和李惠年夫妇辞掉了在法国待遇优厚的工作，变卖了家私，1948年4月举家回国，汪徳昭被卫立煌任命为少将副秘书长兼办公厅主任。衛立煌认为其部无力在东北野战军围堵下突围，拒绝執行中華民國军事决策部门作出的撤出瀋陽，集中兵力於錦州，以待国际形势变化的策略，导致锦州被林彪统领的东北野战军急进抢占，从此扼住东北咽喉，中國共產黨从此掌握战事主动权。因此，蒋中正又派遣徐州剿总副总司令兼第二兵团司令官杜聿明为东北剿总副总司令兼冀热辽边区司令官，事实上剥夺了卫的战场指挥权，而令其仅能统领在沈阳的國軍。
9月24日，衛立煌決定空運第四十九軍到錦州增援:8681。但是杜聿明的谋划以及蒋中正亲率海陆空军在葫芦岛的救援也未能扭转东北战场的颓势，最终廖耀湘部在徘徊于沈阳与营口之间后被全歼，随后沈阳也告陷落，自此国军在东北战场几乎全军覆没，卫立煌仅以个人携家小近从于沈阳城陷之际乘飞机逃离，途經北平会见傅作义后至广州。
東北失陷，國大代表紛紛要求殺衛立煌以挽士氣:559。11月16日:559，蔣以东北剿匪總司令部總司令衛立煌貽誤戎機，下令撤職查辦，以為奉行軍令不力者戒:56-57。衛立煌在北平聽候裁處時，包機直飛廣州，事為保密局偵悉將其截回南京寓所:559。衛立煌因沒有積極執行蔣介石的作戰命令，被软禁于南京:49。
衛列入內戰戰爭罪犯名單，遂於1949年農曆除夕化裝逃出南京，繞道上海乘英國輪船到香港:559。1949年1月，蔣引退後衛立煌去香港:49。后拒绝去台湾。香港的民革人員認為衛去北京比較安全，衛表示，像他失守東北的人去北平，必然會給反共宣傳提供資料，因而還須等些時候:559-560。衛將所有積蓄投資於一名潮州商人之錢莊，結果又是全軍覆沒，1954年由香港金龍台遷居新界，連續發表擁共文章，最後由鄧穎超秘書、衛妻韓權華、姪女韓德莊代表周恩來邀衛回歸:560。
衛於1955年3月15日抵广州，即向毛周發電並向台灣故舊發電:560。發表《告台灣袍澤朋友書》，全文載1955年3月17日《人民日報》和香港《文滙報》:49。曾任国防委员会副主席，全国政协第二、三届常务委员，第二届全国人大代表，民革中央常委等职。周恩来称之為“起义将领”。

### 逝世
1959年冬季重病住院，周恩来、朱德多次到医院探望。1960年1月17日0时40分，因罹患冠心病和肺炎在北京逝世。1月20日上午在中山公园举行了首都各界公祭国防委员会副主席、全国人民代表大会代表、政协全国委员会常务委员、民革中央委员卫立煌先生。由政协全国委员会主席周恩来主祭。陪祭的有：全国人民代表大会常务委员会副委员长郭沫若、黄炎培、李维汉、陈叔通，国务院副总理陈毅、习仲勋，国防委员会副主席张治中、傅作义，政协全国委员会副主席包尔汉，民革中央常务委员刘文辉、蒋光鼐。卫立煌先生的灵堂前，摆着毛泽东主席、刘少奇主席，以及党和国家的其他领导人周恩来、朱德、宋庆龄、董必武、陈云、林彪、邓小平等送的花圈。参加公祭大会的，有人大常委会部分委员和部分在京人大代表，政协全国委员会部分常务委员和部分在京委员，政府各部门的部分负责人，国防委员会部分委员，民革中央常务委员和中央委员，以及卫立煌先生的亲属和生前友好。国防委员会副主席、民革中央副主席张治中致悼词。悼词中说：

卫立煌同志青年时期，投身行伍，在孙中山先生广州大本营担任警卫，由一个普通士兵而逐渐被提升为中级军官，在他参加北伐战争时期，历任国民革命军团长、旅长、副师长等职务。蒋介石背叛革命后，他跟着走上了严重与人民为敌的道路，特别是进攻红军大别山根据地金家寨一役，对皖北人民造成了十分惨重的灾难。这是卫立煌同志不能不感到内疚而引以为憾的。

在抗日战争初期，卫立煌同志历任第二战区副司令长官和第一战区司令长官兼冀察战区总司令，亲眼看到共产党和毛主席团结抗日政策的英明和伟大，亲眼看到八路军对敌的英勇斗争，得到了许多的启示和教育，同八路军建立了良好的合作关系，从而有利于八路军开展对日的斗争。卫立煌同志对抗日战争是有功的，他当时的爱国行动是值得称道的。

抗日战争胜利以后，蒋介石在美帝国主义的支持下，发动了反共、反人民的全面内战，人民解放军及时地给以了强有力的反击。蒋介石为了援救东北失败的局面，曾派卫立煌同志担任东北“剿总司令”。当时卫立煌同志鉴于大势已去，没有积极执行蒋介石作垂死挣扎的“反攻”命令。蒋介石把东北的失败归罪于卫立煌同志，将他软禁于南京；直到蒋介石下野时，才获释放而出走香港。从此，卫立煌同志同蒋介石反动集团割断了联系。

1949年，中华人民共和国成立，卫立煌同志从香港致电毛主席表示祝贺。1954年，中国人民在完成三大运动和三反五反运动的基础上，各方面的事业突飞猛进，人民政权日益巩固，国际地位空前提高，党和政府发出了解放台湾和爱国一家的号召；卫立煌同志于1955年3月回到了祖国的怀抱，并且发表“告台湾袍泽朋友书”，称赞祖国在毛主席和共产党的领导下，突飞猛进，史无前例，指出国民党起义将领受到一视同仁的待遇，希望在台湾的朋友及早醒悟，不要沉沦毁灭。党和人民欢迎卫立煌同志这一爱国的正义行动。张治中说，卫立煌同志回到祖国怀抱以后，即被推选为政协全国委员会常务委员，国防委员会委员，1959年，又当选为第二届全国人民代表大会代表，被任命为国防委员会副主席，党和人民记住卫立煌同志为人民作的好事，给了他以极大的信任和荣誉。

五年来，卫立煌同志积极参加反对美帝国主义侵略和解放台湾的斗争，对于祖国国际地位的日益提高感到鼓舞和兴奋，敬佩党和毛主席的英明领导，并且于1957年争取到社会主义学院学习，以便更好地为祖国贡献力量。不幸从1958年5月起，卫立煌同志就一直卧病，近一年来，病势转剧，可是在病中，卫立煌同志每天仍然要听报上的重大消息，对于祖国社会主义建设事业在总路线的光辉照耀下，不断的跃进再跃进，感到十分的高兴。

卫立煌同志青年时期参加了孙中山先生领导的革命队伍，可谓善始；中间走了一段漫长黑暗的反动道路；在抗日战争时期，积极抵抗了日本帝国主义的侵略，并从此开始为人民做了一些好事；最后终于回到祖国怀抱，在毛主席和共产党的领导下，参加了反对国内外敌人的斗争和祖国的建设事业，从而得到了善终。总的说来，卫立煌同志仍不愧为一个爱国军人，为至今还徘徊歧途的台湾国民党军政人员树立了一个良好的榜样。

公祭大会结束以后，在哀乐声中起灵，到八宝山革命公墓举行了安灵仪式。

## 家人
- 第一任妻子朱韵珩：1939年秋天病逝
- 第二任妻子韩权华（1903年-1985年），毕业于北平女师大附中、1922年考入了北京大学文科预科。转学到北平女师大，师从刘天华改学音乐。毕业后，河北教育厅她官费留学美国，在皮尔德音乐学院专攻音乐史，毕业后留在美国教书。1945年6月15日与卫立煌在昆明举行婚礼。卫立煌去世后，担任国务院参事室参事，第四届全国人大代表、大会主席团成员。